# Desplazamiento virtual

Dada una partícula se tiene su trayectoria y su trayectoria virtual. En la posición, y tiempo, el desplazamiento virtual es 。 Los puntos inicial y final para ambas trayectorias son y respectivamente.

Un desplazamiento virtual {\displaystyle \delta \mathbf {r} _{i}\,} "es un cambio infinitesimal del sistema de coordenadas que ocurre mientras el tiempo se mantiene fijo. Es llamado virtual en vez de real dado que ningún desplazamiento real puede ocurrir sin que el tiempo avance."

## Introducción
A diferencia del desplazamiento regular que tiene lugar cuando se deriva con respecto al parámetro temporal {\displaystyle t\,} a lo largo de la trayectoria de movimiento (de manera que el vector apunta en la dirección de movimiento), el desplazamiento virtual se origina al derivar con respecto al parámetro {\displaystyle \epsilon \,} el cual enumera diferentes trayectorias de movimiento que varían de una manera consistente con las ligaduras del sistema. El símbolo {\displaystyle \delta \,} es usado tradicionalmente para denotar la derivada correspondiente {\displaystyle \textstyle {\partial  \over {\partial \epsilon }}{\big |}_{\epsilon =0}\,}.
La derivada total del vector posición de la partícula i-ésima de un sistema de partículas, {\displaystyle \mathbf {r} _{i}\,}, que es función de ciertas variables, {\displaystyle \lbrace q_{1},q_{2},...,q_{m}\rbrace \,}, y el tiempo, {\displaystyle t\,} puede ser expresada como:
{\displaystyle d\mathbf {r} _{i}={\frac {\partial \mathbf {r} _{i}}{\partial t}}dt+\sum _{j=1}^{m}{\frac {\partial \mathbf {r} _{i}}{\partial q_{j}}}dq_{j}\,}
Si, en cambio, queremos el desplazamiento virtual (Desplazamiento virtual diferencial), entonces
{\displaystyle \delta \mathbf {r} _{i}=\sum _{j=1}^{m}{\frac {\partial \mathbf {r} _{i}}{\partial q_{j}}}\delta q_{j}\,}
Esta ecuación es usada en la mecánica lagrangiana para relacionar las coordenadas generalizadas, {\displaystyle q_{j}\,}, el trabajo virtual, {\displaystyle \delta W\,}, y las fuerzas generalizadas, {\displaystyle Q_{j}\,}.
En la mecánica analítica el concepto de desplazamiento virtual, relacionado con el concepto de trabajo virtual, solo es significativo cuando se analiza un sistema físico sujeto a ligaduras que restringen su movimiento. Un caso especial de desplazamiento infinitesimal (normalmente denotado {\displaystyle d\mathbf {r} \,}), es decir, un desplazamiento virtual (denotado {\displaystyle \delta \mathbf {r} \,}) se refiere a un cambio infinitesimal en las coordenadas de posición de un sistema de manera que las ligaduras se satisfacen.

## Formulación rigurosa
En mecánica de medios continuos y en relatividad general, donde se usa explícitamente el formalismo de la geometría diferencial y donde el espacio no es necesariamiente euclídeo, el formalismo de los desplazamientos virtuales es usable, sólo que en ese caso no se corresponden con desplazamientos físicos sobre el espacio, sino que un campo de desplazamientos virtuales es un campo vectorial definido sobre el fibrado tangente. Este formalismo en principio, también es aplicable al caso newtoniano/euclídeo, eliminando el uso conceptual de la noción tradicional de desplazamiento infintesimal.